# سار ٨٠
البندقية الهجومية السنغافورية 80 (80 سار) هي بندقية
هجومية تقليدية مصنوعة محليًا من سنغافورة.

## التاريخ والتطور
في أواخر الستينيات، تبنت القوات المسلحة السنغافورية (SAF) أي ار ١٥ كبندقية الخدمة الرئيسية.[بحاجة لمصدر] نظرًا للصعوبات في الحصول على البنادق من الولايات المتحدة، اشترت الحكومة السنغافورية ترخيصًا لتصنيع بندقية ام ١٦ محليًا، والتي تم تعيينها بعد ذلك على M16S1. ومع ذلك، لم تكن متطلبات البندقية المحلية كافية للسماح لشركة تشارترد إندستريز أوف سنغافورة (CIS ، الآن سنغافورة تكنولوجيز كينيتكس) بالحفاظ على العمليات الاقتصادية في مصنع البنادق الخاص بها. لم تكن مبيعات تصدير M16S1 خيارًا قابلاً للتطبيق. نظرًا لمتطلبات اتفاقية الترخيص، كان على رابطة الدول المستقلة طلب إذن من كولت ووزارة الخارجية الأمريكية للسماح بأي عملية بيع للتصدير، والتي نادرًا ما تم منحها.
في أوائل السبعينيات، طور مهندسو شركة Sterling Armament الخاصة بهم تصميم بندقية ٥.٥٦مم، البندقية الأوتوماتيكية الخفيفة (LAR)، ولكن تم تأجيل ذلك عندما حصلت ستيرلينغ على رخصة تصنيع لبندقية هجومية Armalite AR-18 المصممة في الولايات المتحدة. بينما لم يكن بإمكان ستيرلينغ قانونًا ترخيص AR-18 من الباطن، كان تصميم LAR الخاص بهم متاحًا.  ونتيجة لذلك، فإن تصميم البندقية الجديد في سنغافورة يشبه إلى حد كبير LAR خارجيًا مع وجود عناصر AR-18 داخليًا.

## المستخدمون

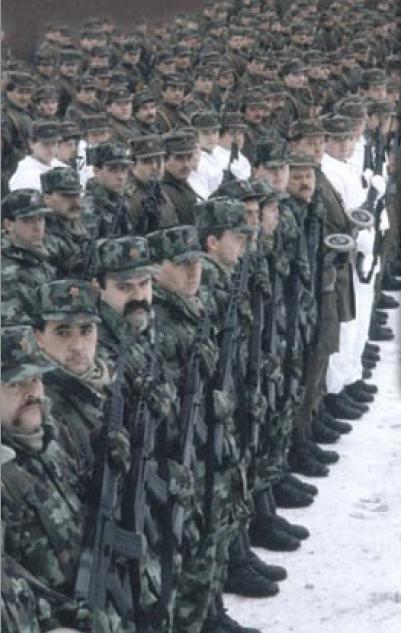
الدفاع الإقليمي السلوفيني مجهز بـ سار ٨٠

- Central African Republic</img> Central African Republic : في أيدي قوات الدرك في إفريقيا الوسطى.[4]
- Croatia</img> Croatia : الجيش الكرواتي.[5] [6]
- Papua New Guinea</img> Papua New Guinea : قوة دفاع بابوا غينيا الجديدة.[7]
- Slovenia</img> Slovenia : الجيش السلوفيني.[8]
- Somalia</img> Somalia : تلقت الصومال 80 ريالا سعوديا خلال الثمانينيات. يُرى معظمها في الشرق الأوسط، بعد تعديلها بشكل كبير من قبل مختلف القوات التي تقاتل في المنطقة.[9]
- Sri Lanka</img> Sri Lanka [10]
- Zaire</img> Zaire [11]
- جمهورية الكونغو الديموقراطية: استخدام البعض من قبل القوات الديمقراطية لتحرير رواندا في جمهورية الكونغو الديمقراطية

## روابط خارجية
- الأسلحة النارية الحديثة
- بندقية هجومية الجنيه الاسترليني